# Kazlıçeşme (Zeytinburnu)
Kazlıçeşme è una delle sette mahalle del distretto di Zeytinburnu a Istanbul, in Turchia. Fondato nel 1957, è il quartiere più grande di Zeytinburnu.

## Origine del nome
La località ha preso il nome dalla storica fontana (in turco çeşme) con una figura di oca (in turco kaz) in rilievo, la quale è posta sotto l'iscrizione della fontana. Questa reca la data dell'anno 953 dell'Egira (AD 1537).

## Geografia fisica
Estesa tra il distretto di Bakırköy a sud-ovest e il distretto di Fatih a nord-est, dove confina con le storiche Mura di Costantinopoli, l'area copre l'intera linea costiera di Zeytinburnu sul Mar di Marmara. Kennedy Caddesi, la strada costiera lunga 13 km che collega Sirkeci a Bakırköy, passa per Kazlıçeşme.

## Storia
Kazlıçeşme venne destinata a sede di macelli, concerie e officine da un decreto del sultano ottomano Mehmed il Conquistatore (1444-46 e 1451-81) subito dopo la conquista di Costantinopoli nel 1453. Essa fu scelta essendo un luogo fuori dalle mura della città a causa del pessimo odore prodotto dalle antiche concerie. A Kazlıçeşme c'erano 360 concerie e 33 macellerie. Le concerie e le fabbriche di pelletteria della zona si sono trasferite nel 1993 in una moderna zona industriale nel distretto di Tuzla, nell'Istanbul asiatica, creata per questo scopo. Dopo che tutte le industrie di pelletteria hanno lasciato Kazlıçeşme, i vecchi edifici delle fabbriche sono stati demoliti e l'area è diventata un grande spazio pubblico, che oggi viene utilizzato per raduni di attività politiche e sociali.

## Monumenti e luoghi d'interesse

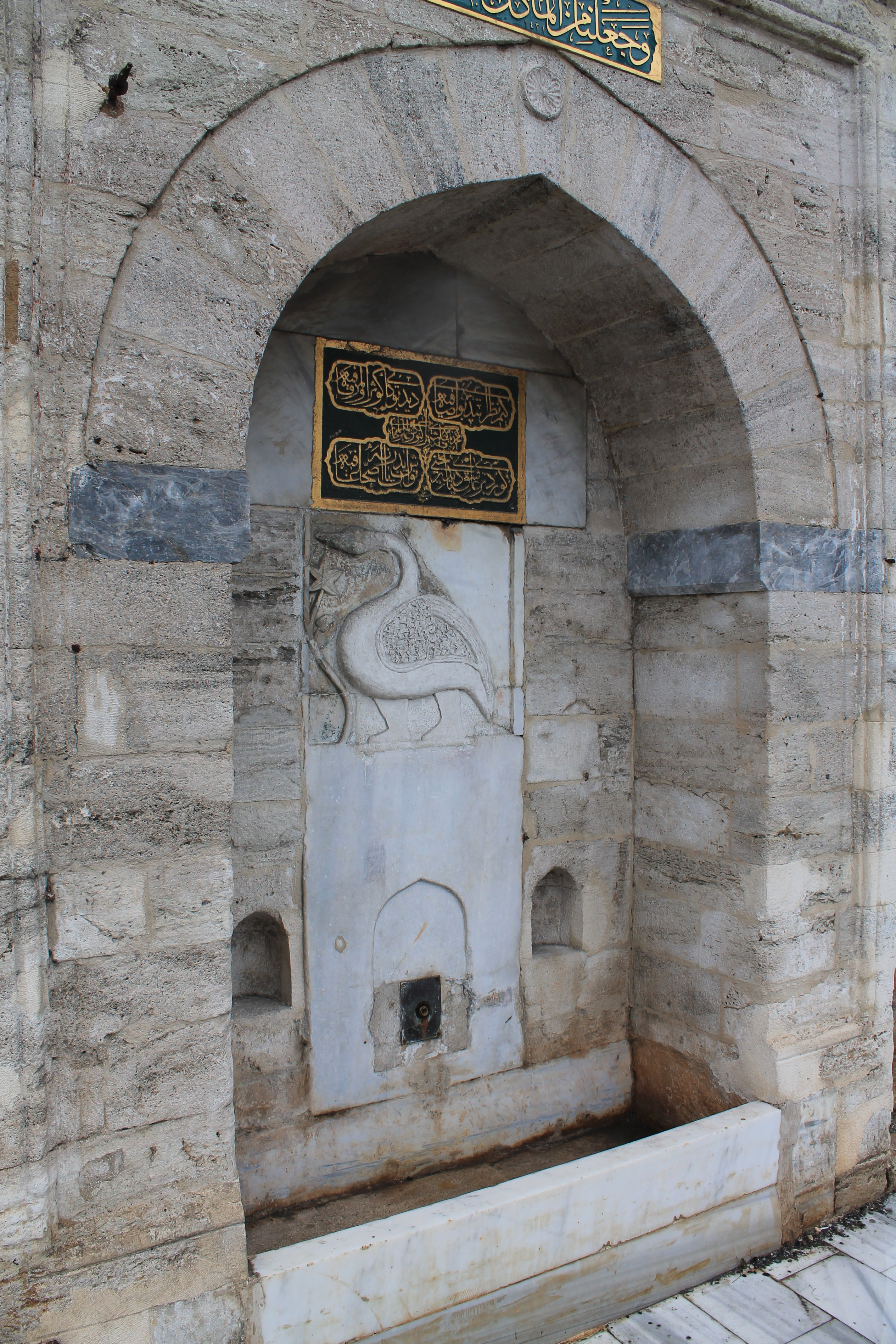
La fontana con la figura dell'oca che ha dato il nome alla località.

Alcuni degli edifici religiosi storici di Kazlıçeşme sono la Moschea di Kazlıçeşme di Fatih, attribuita al Sultano Mehmed il Conquistatore e considerata una delle prime due moschee costruite dai turchi a Istanbul, la Eriklibaba Tekke e la Merzifonlu Kara Mustafa Pasha Masjid.
Qui si trovava anche la struttura polivalente al coperto Abdi İpekçi Arena, demolita nel 2018. A Kazlıçeşme nel quartiere di Balıklı si trovano anche edifici storici delle comunità greca e armena, come l'ospedale greco di Balıklı e l'ospedale armeno di Yedikule Surp Pırgiç.

## Trasporti e comunicazioni

### Mobilità urbana

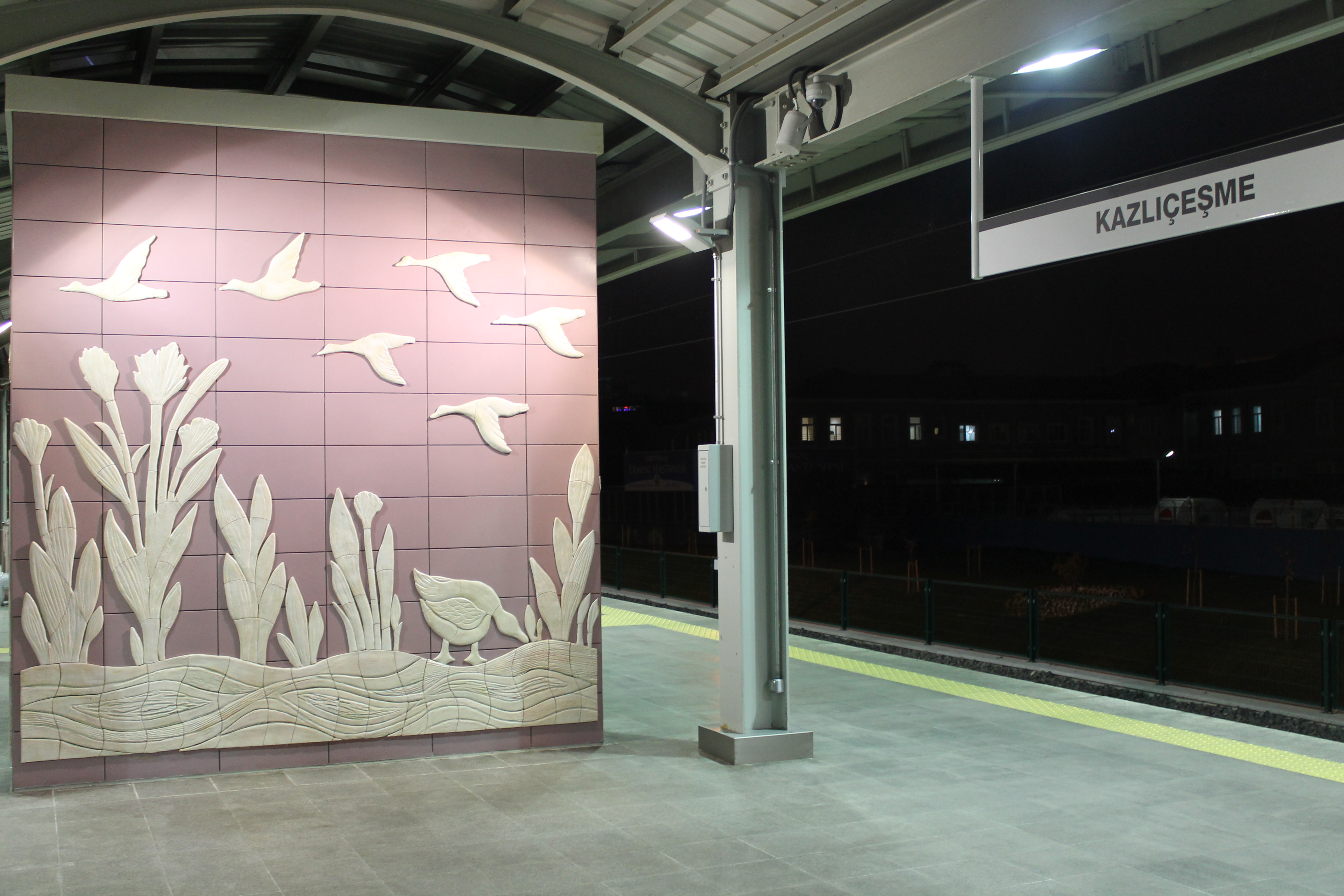
La stazione Kazlıçeşme di Marmaray

La stazione ferroviaria di Kazlıçeşme, che serviva la linea ferroviaria pendolare Sirkeci-Halkalı, è stata posta fuori servizio il 1º marzo 2013 nell'ambito dei lavori di integrazione nel progetto Marmaray. Con l'apertura della prima tratta (quella centrale) di Marmaray il 29 ottobre 2013, la stazione ferroviaria di Kazlıçeşme diventò il capolinea occidentale provvisorio della linea, che a quel tempo partiva da Ayrılıkçeşmesi nella parte asiatica di Istanbul attraversando il Bosforo con un tunnel sottomarino. Inoltre, dal 2024 la stazione è il capolinea della linea di tram T6 la quale usa un binario della vecchia ferrovia suburbana di Istanbul e unisce Sirkeci a Kazlıçeşme, permettendo anche il transito dei treni di lunga, percorrenza sino a Sirkeci.

### Porti
Fondato nel 1999, il porto di Zeytinburnu (noto anche come Zeyport) dispone di cinque moli con una banchina lunga complessivamente 1.000 m ed è in grado di servire simultaneamente dieci navi fino a 3.900 tonnellate di stazza lorda. Negli anni 2000, il porto internazionale è stato frequentemente utilizzato da turisti russi e ucraini.